# 마이 프렌드
〈마이 프렌드〉(일본어: マイ フレンド, MY FRIEND)는 일본의 밴드 ZARD의 17번째 싱글 앨범으로, 1996년 1월 8일 발매되었다. (8cm CD: JBDJ-1011) ZARD가 발표한 싱글 중에서 〈지지 마세요〉, 〈흔들리는 마음〉에 이어 세 번째로 많은 판매고를 기록한 작품이며, 동시에 ZARD의 싱글 중에서 100만 장 이상의 판매량을 기록한 마지막 작품이다. 곡은 사카이 이즈미가 작사, 오다 테츠로가 작곡, 하야마 타케시가 편곡했고, 코러스로 이쿠자와 유이치(生沢佑一)가 참여했다. 이 곡은 이노우에 다케히코 원작의 만화영화 《슬램 덩크》의 엔딩곡으로 사용되어 사랑을 받았는데, 이것은 ZARD의 곡이 삽입된 최초의 애니메이션이기도 하다.
B사이드 곡은 〈잠이 깬 아침은...〉(目覚めた朝は…)이며, 사카이 이즈미 작사, 요네자와 미츠요시(米澤光由) 작곡, 이케다 다이스케가 편곡을 맡은 노래이다.
싱글은 오리콘 차트 주간 싱글차트 1위에 올랐으며, 21주간 차트에 머물렀다. 또 동년 9월, 일본레코드협회로부터 밀리언 셀러를 인증받았다.

## 수록곡
| #            | 제목                                         | 작사          | 작곡              | 편곡            | 재생 시간 |
| ------------ | -------------------------------------------- | ------------- | ----------------- | --------------- | --------- |
| 1.           | 〈〈마이 프렌드〉〉 (マイ フレンド)          | 사카이 이즈미 | 오다 테츠로       | 하야마 타케시   | 4:22      |
| 2.           | 〈〈잠이 깬 아침은...〉〉 (目覚めた朝は…)    | 사카이 이즈미 | 요네자와 미츠요시 | 이케다 다이스케 | 4:08      |
| 3.           | 〈〈마이 프렌드〉〉 (Original Karaoke)       |               |                   |                 | 4:22      |
| 4.           | 〈〈잠이 깬 아침은...〉〉 (Original Karaoke) |               |                   |                 | 4:06      |
| 총 재생 시간 | 총 재생 시간                                 | 총 재생 시간  | 총 재생 시간      | 총 재생 시간    | 16:58     |